# DTM Race Driver
DTM Race Driver (englischer Originaltitel: TOCA Race Driver) ist der erste Teil einer Reihe von Rennspielen des britischen Unternehmens Codemasters, der für Windows, die Xbox und die PlayStation 2 erhältlich ist. Er stellt eine direkte Fortsetzung der TOCA-Touring-Cars-Serie desselben Herstellers dar. Eine Besonderheit ist die Vielfalt verfügbarer Rennserien, darunter die namensgebende DTM. Die ersten beiden Teile versuchten zusätzlich, den Spieler über eine durchgängige Hintergrundgeschichte in das Geschehen einzubinden. Aufgrund mangelnder Resonanz wurde dies im dritten Teil geändert.

## Spielprinzip
In der PC-Variante stehen 13 Meisterschaften, 38 authentische Rennstrecken und 42 echte Tourenwagen zur Verfügung. 20 gleichzeitig auf der Strecke befindliche Rennwagen, eine detaillierte Grafik und ein authentisches Schadensmodell versuchen, ein echtes Rennflair zu erzeugen, wobei Fahrzeugschäden nur optischer Natur sind.

## Handlung
Im Karriere-Modus lernt die Hauptfigur Ryan McKane – dessen Vater von einem Fahrer namens James Randall durch einen Rammstoß getötet wurde – Bobby Scott kennen. Dieser wird sein künftiger Manager. Er bittet Ryan, einen Lexus IS 200 zu fahren und mit diesem Wagen eine komplette Saison zu absolvieren. Nach dieser fährt man dann ein Rennen gegen den Pro Race Driver Paul Craven, in welchem als Belohnung ein Mini Cooper winkt.
Dann kann man seine Stationen in der Karriere selbst aussuchen. Nachdem Ryan sich für die nächsthöhere Gruppe mit wesentlich stärkeren Wagen qualifiziert hat, gerät er in einen Streit mit seinem Bruder Donnie, da er nicht mit ihm verglichen werden will. Wenig später lernt McKane einen weiteren Fahrer namens Nick Landers kennen, der Ryans Bruder verletzt, indem er ihn von der Strecke rammt. Nachdem man schließlich den Aufstieg in die Weltmeisterschaft geschafft hat, wird der Manager Bobby Scott von Nick Landers überfahren, da dieser herausfindet, dass Nick Landers nur das Alter Ego von James Randall ist. In der WM kommt es nun zum Showdown, an dessen Ende Ryan McKane Nick Landers’ wahre Identität enthüllt.